# あっぱれコイズミ
あっぱれコイズミ（1979年7月13日（46歳） - ）は、日本のお笑い芸人。本名は、小泉 信。旧芸名は、アッハー小泉。神奈川県川崎市出身。吉本興業東京本社（東京吉本）所属。東京NSC4期生。武相高等学校卒業。血液型O型。よしもとタイ住みます芸人。4代目アクセルホッパー。

## 人物・来歴
- 仲の良い先輩芸人はトータルテンボス・次長課長の井上聡・永井佑一郎などがいる。トータルテンボスがネタ作りなどの際に招集するチームトータルの「いる役」である。
- 大村朋宏（トータルテンボス）に｢携帯のメモリー200件を全部歴史上の人物に変えられる。｣というイタズラを仕掛けられたことがある。
- NSCの同期である堤下敦（インパルス）は高校の2年先輩である。
- ピン芸人としての活動の他、役者・作家・イラストレーターとして活動しており、最近では映像作家も務める等、幅広い活躍を見せている。
- 猫を愛している。
- 主な活動はライブ・よしもとオンライン・ネットTVのひかり荘・ポッドキャスト・CSTV・他事務所の芝居など。ネタライブ以外では主に先輩のライブに多く出演し、いじられまくる。2009年11月にアッハー小泉からあっぱれコイズミに改名した。命名者は放送作家の鈴木おさむである。
- 白井鉄也（チーモンチョーチュウ）など芸人役20人で結成された芸人バンド・糞バンドのメインボーカルでもある。
- 2010年5月14日、「電波少年2010～人はツブヤキだけで生きていけるか? インサンフランシスコ～｣がスタート、間寛平に会いに行く為に出雲阿国と共にサンフランシスコを無一文で放浪し、16日に寛平と対面しゴール。
- 革命×テレビでドイツ・オーバーハウゼンに行き、占いタコパウルのレポートをした。
- よしもと下克上で不祥事を起こし「あっぱれ嘘つき」に改名させられたが、免除条件である体重90キログラムを達成し「あっぱれコイズミ」に戻った。
- お笑い芸人によるプロレスごっこ団体「西口ドア」では、2014年に“山本小鉄のおい”小泉小鉄としてレフェリーデビュー。
- JAPANEXPOTHAILAND2016inみちのくプロレスでリングアナウンサーデビューし、以後SawasdeeCupAsiaPro-WrestlingSummitやRENAが参戦したバンコク格闘技祭りなどリングアナウンサーとしても活動中。
- 現在住みますアジア芸人としてタイ在住。2016年からバンコクの女性向けフリーペーパーArche＋でコラム「あっぱれコイズミのスーアイ節」を連載中。象使いの免許を所持している[1]。

## 出演

### 番組
- わらいのじかん（テレビ朝日）
- ロンドンハーツ（テレビ朝日）
- 品庄内閣（TBS）
- 明日があるさ（日本テレビ）
- 進ぬ!電波少年（日本テレビ）
- ヨシモト∞（ヨシモトファンダンゴTV）
- ワイ!ワイ!ワイ!（ヨシモトファンダンゴTV）
- CH01（サムライTV）
- 生でGONG!X2（サムライTV）
- よしもとオンライン（yahoo!動画）
- クチコミ戦隊つぶやくんジャー（日本テレビ）
- 電波少年2010（日本テレビ）
- 最先端IT情報SHOW 革命×テレビ（TBS）
- 芸人報道（日本テレビ）
- 緊急特番!間寛平アースマラソン激走766日…地球一周4万キロ!大ゴール生放送SP!（日本テレビ）
- プロ格向上委員会（仮）（サムライTV）
- トータルテンボスのGIRIGIRIアウト!しばらくおまちください（NOTTV）
- ぶっこみ（テレビ静岡）
- 有田のヤラシイ…（TBS）
- kidnapping（GMM25）レギュラー出演中
- 世界で勝手にお節介inタイ（TBS）
- ニッポン元気計画! 眠れるスター目覚ましバラエティ“ハックツベリー”（テレビ東京）
- めざましテレビ（フジテレビ）
- にじいろジーン（関西テレビ）
- 本能Z（CBCテレビ）
- いろはに千鳥（テレビ埼玉）
- 世界くらべてみたら（TBS）
- 関西発！才能発掘TVマンモスター（MBS）
- バツウケテイナー（サンテレビ）
- ジャルッと!爆ハリ!
- Thailand'sGotTalent（workpoint）
- 華丸・大吉のなんしようと? 15周年特番 タイで福岡見つけたっタイSP!（テレビ西日本）

### 映画
- ドラッグストア・ガール
- 奉行の恋
- 浪商のヤマモトじゃ!
- レスラーハンター
- 桜と印籠
- 参義
- ブラザー・オブ・ザ・イヤー (タイ映画) : カイワ役

### ラジオ
- ガッチャガッチャ（文化放送）
- SCHOOL NINE (JFN)
- よしもと下克上（TBSラジオ）
- モンハンラジオ2nd
- チーモンチョーチュウのるんるんラジオ（アール・エフ・ラジオ日本）
- 森三中の三ツ森レストラン（エフエム東京）
- トータルテンボスのぬきさしならナイト！（東北放送）
- J-Channel（FM93.75MHz）お笑いBKK・レギュラーメインDJとして出演中
- J-Channel（FM93.75MHz）Evening kiss・街角レポートコーナーレポーター（レギュラーとして出演中）

### インターネット配信
- USTREAM(ビデオ・パック・ニッポン)『新日本プロレス公式BD・DVDチャンネル』2014年7月30日(司会)[2]

Youtube スシボーイズ

### CM
- J-Debitカード
- ゼブラボールペン「スラリ」

### DVD
- トータルテンボス漫才ライブ「アフロの森のおふざけモンキー」
- トータルテンボスコントライブ「ブロッコリー畑のお調子モンキー」
- インパルス単独ライブ「村雨～むらさめ～」
- トータルテンボス漫才ライブ「漫遊記」
- トータルテンボス漫才ライブ「BANZAI TOUR」
- トータルテンボス漫才ライブ「わらおう」

### 単独ライブ
- 「笑かしたる！」新宿シアターモリエール
- 「あっぱれコイズミのショー2013」小倉あるあるYY劇場
- 「あっぱれコイズミのショー2014」JR九州ホール